# Marzio
Marzio est une commune italienne de la province de Varèse dans la région Lombardie en Italie.

## Toponyme
Pourrait dériver du nom latin Marcius, ou de l'italien marcio : pourri.

## Administration
| Période                                  | Période  | Identité          | Étiquette | Qualité  |
| ---------------------------------------- | -------- | ----------------- | --------- | -------- |
| 8/6/2009                                 | En cours | Maurizio Frontali |           | géomètre |
| Les données manquantes sont à compléter. |          |                   |           |          |

### Hameaux
Roncate, Cascine, Sass di Bol, Margaritora, Motta, Crotto San Filippo, Monte Marzio